# محوطه بن داوود
محوطه بن داوود مربوط به سدهٔ ۴ تا ۸ ه‍.ق است و در شهرستان چابهار، بخش کنارک، روستای کلات واقع شده و این اثر در تاریخ ۱۲ بهمن ۱۳۸۱ با شمارهٔ ثبت ۷۲۵۷ به‌عنوان یکی از آثار ملی ایران به ثبت رسیده است.